# 蒂迪舍
蒂迪舍是德国下萨克森州的一个市镇。总面积16.78平方公里，总人口1285人，其中男性639人，女性646人（2011年12月31日），人口密度77人/平方公里。